# Tuk Karangsuwung
Tuk Karangsuwung is een bestuurslaag in het regentschap Cirebon van de provincie West-Java, Indonesië. Tuk Karangsuwung telt 2393 inwoners (volkstelling 2010).